# VUCA
VUCA（ブカ、ブーカ）はビジネス用語。volatility（変動性）、uncertainty（不確実性）、complexity（複雑性）、ambiguity（曖昧性）の頭文字を並べたアクロニム。1990年代後半にアメリカ合衆国で軍事用語として発生したが、2010年代になってビジネスの業界でも使われるようになった。「今はVUCAの世界になった」というような文脈で使われることも多い。

## 経緯
1990年代以前の戦争は、国と国との戦いであった。参謀本部が作戦を立案し、現場の部隊が作戦を実行する。ビジネスも同様で、経営陣は経営戦略を立てて、現場が実行する。軍隊もビジネスに携わる企業も組織の形態はヒエラルキーであったと言える。
1990年代以降に発生したアルカーイダがアメリカ合衆国を標的として実行された数々のテロ行為をアルカイーダとアメリカの戦争と見た場合、以前のような「国と国との戦い」とは根本的に異なる状態であった。アルカーイダは国ではなく、組織のようだがトップが誰かはよく分からない。また、トップが作戦を立て現場が実行しているわけでもなく、アルカーイダの思想に同調した人たちが同時多発的にテロを実行している。このようなアルカイーダとの戦争のスタイルを呼ぶのにVUCAという言葉が生まれ、それに応じた新しい戦い方が必要になった。
ビジネスの現場においても、テクノロジーの進歩は急速であり予測は困難、世界の市場は不確実性や不透明性を増した状況となっており、不安定なビジネスの状況を表すのにVUCAが用いられるようになってきた。

## VUCAへの対応法
VUCAへの有効な対応方法としてOODAループがある。状態は安定状態から、事態が未知か既知か、そして行動の効果が予測可能か不能かの条件に従いVUCAの状態を構造的に分析して、有効な対応をする戦略をとる。これをVUCAフレームワークという。
あらかじめ、ありうる複数の未来を予測し経営計画を立てるシナリオ・プランニングなどの手法もある。新しい新規のノウハウを得る手段としてオープンイノベーションや越境転職なども注目されている。